# EMD GP38
Les EMD GP38 sont une série de locomotives diesel-électriques construites par General Motors Electro-Motive Division entre janvier 1966 et décembre 1971. Elle incorpore un moteur EMD 645 16 cylindres générant 2,000 chevaux (1.49 MW).
706 GP38 ont été construits pour les chemins de fer d'Amérique du nord.
En 1972, le GP38 a été remplacé par un modèle amélioré, le GP38-2.

## Reconstructions
Un certain nombre de GP38 ont été reconstruits pour être équivalents aux GP38-2.
Réciproquement, un certain nombre de machines plus puissantes de la 40 Series ont été reconstruites pour être un équivalent des GP38-2 (GP38AC), par le retrait de leur turbocompresseur et le remplacement des compresseur Roots jumelés.